# Kulathuvayal
Kulathuvayal è un villaggio dello stato federato indiano del Kerala, nel distretto di Kozhikode.